# Веймарн, Евгений Владимирович
Евге́ний Влади́мирович Ве́ймарн (2 ноября 1905, Севастополь, Таврическая губерния — 9 ноября 1990, Москва) — советский археолог. Сотрудник Археологического отдела исторического музея.

## Биография
Евгений Веймарн родился в 1905 году в Севастополе (старший брат Бориса Веймарна), там же окончил в 1923 году общеобразовательный техникум. Как научно-технический сотрудник Херсонесского музея, в 1923 году был направлен на учёбу на этнологический факультет Московского университета, который закончил в 1928 году.
С 1928 по 1948 год (с перерывом с 1941 по 1945 годы — служба в Красной Армии на Дальнем Востоке) Веймарн работал в Москве в Государственном историческом музее, в отделе исторической географии и картографии, а затем в археологическом отделе, 1933 года — заведовал кабинетом нумизматики. В этот период, в 1928—1937 годы, в летние сезоны, участвовал в работе Эскикерменской экспедиции под руководством Николая Репникова, а в 1938 году — в Мангупской экспедиции ИИМК. Вернувшись из армии, стал заведующим отделом исторический географии и картографии.
В 1948 году переехал из Москвы в Бахчисарай, где жил и работал до 1977 года. Здесь им была создана Бахчисарайская археологическая станция Института археологии АН УССР. С 1948 по 1952 год — начальник Инкерманской, а с 1956 по 1959 год Чуфуткалинской археологических экспедиций.
В 1960—1961 годах исследовал Скалистинский раннесредневековый могильник, по результатам работ на котором, совместно с Александром Айбабиным, была написана монография. С 1962 по 1965 год руководил Северо-Крымской экспедицией, с 1967 по 1975 год возглавлял Мангупский отряд Крымской экспедиции ИА АН УССР. Скончался в ноябре 1990 года в Москве.

## Научное наследие
Евгением Веймарном опубликовано 44 научных работы, среди которых монография —
- Веймарн Е. В., Айбабин А. И. Скалистинский могильник. — Киев: Наукова думка, 1993. — 201 с. : ил.,карт. — ISBN 5-12-002665-6
- Веймарн Е. В., Высотская Т. Н., Гарагуля В. К., Кустова М. Г., Фронжуло М. А., Домбровский О. И., Секиринский С. А., Бабенчиков В. П. Дорогой тысячелетий. Экскурсии по средневековому Крыму. — Симферополь: Крым, 1966. — С. 168.
- Е. В. Веймарн, М. Я. Чореф. «Корабль» на Каче. — Симферополь: Таврия, 1976. — ISBN 978-5-458-40165-4